# Norrbottens pansarbataljon
Norrbottens pansarbataljon (Pbat/I 19) är ett pansarförband inom svenska armén som verkade i olika former åren 1957–1994 och återigen från 2000. Förbandsledningen är förlagd i Bodens garnison i Boden.

## Historia

### Bildandet
Norrbottens pansarbataljon bildades den 1 april 1957 och förlades till Boden då försvarsledningen ansåg att det av beredskapsskäl var nödvändigt att moderna stridsvagnsförband redan i fredstid förlades till Norrland. Inledningsvis bestod bataljonen av två kompanier och den 1 april 1961 tillkom ett tredje kompani.
Bakgrunden till bataljonens tillkomst kommer från ett av överbefälhavaren ställt direktiv till försvarsgrenscheferna, där chefen för armén beordrades att utreda möjligheterna till att utbilda och mobilisera pansarförband för användning i Övre Norrland. I regeringens proposition nr 110 år 1956 föreslog arméchefen att en pansarutbildningsenhet om 200—250 man borde förläggas till VI. militärområdet och i administrativt hänseende anslutas till Norrbottens regemente. Vidare föreslogs att utbildningsenheten borde organiseras som en bataljon, under benämningen Bodens pansarbataljon, med en årlig utbildning av omkring 200 värnpliktiga. Bataljonen föreslogs samlokaliseras med Norrbottens regemente. Personal till den nya bataljonen ansåg arméchefen kunna omplacera från Södermanlands pansarregemente, då Södermanlands pansarregemente skulle omorganiseras till ett infanteriregemente. Namnet på bataljonen kom dock att justeras till Norrbottens pansarbataljon då bataljonen skulle utgöra försvar av hela Norrbotten och enbart förband med anknytning till Bodens fästning fick namnges efter staden.

### OLLI-reformen
I samband med OLLI-reformen, vilken genomfördes inom försvaret åren 1973–1975, bildades A-förband samt B-förband. A-förbanden var regementen som fick ansvar för ett försvarsområde och betecknades försvarsområdesregemente och tillfördes samtidigt mobiliserings- och materialansvaret inom försvarsområdet. Detta medförde att de arméförband som ingick i ett försvarsområde kom att bli ett B-förband, det vill säga utbildningsregementen. I Norrbotten, Skåne och på Västkusten gjordes vissa avsteg från den principiella organisation, det vill säga att ett försvarsområdesregemente tilldelades det samlade mobiliseringsansvaret inom försvarsområdet. I Norrbotten gjordes avsteget inom Bodens försvarsområde (Fo 63), förutom försvarsområdesförbandet Bodens artilleriregemente (A 8/Fo 63) gavs även Norrbottens regemente (I 19) mobiliseringsansvar. Med denna omorganisation kom Norrbottens pansarbataljon att uppgå som en utbildningsbataljon inom Norrbottens regemente, då den redan lydde under chefen Norrbottens regemente beträffande inre tjänst och ordning samt förvaltningsärenden. Rent utbildningsmässigt lydde bataljonen under militärområdesbefälhavaren för Övre Norrlands militärområde.

### 1974 års regeringsform
I samband med att 1974 års regeringsform trädde i kraft den 1 januari 1975, ändrades namnet från Kungliga Norrbottens pansarbataljon till enbart Norrbottens pansarbataljon. Samtidigt fråntogs Konungen den formella rollen som högste befälhavare för krigsmakten, vilket även kom att gälla rollen som förbandschef över gardesförbanden.

### Försvarsbesluten
Den 30 juni 1975 upplöstes bataljonen som ett självständigt förband och uppgick den 1 juli 1975 som en utbildningsbataljon i Norrbottens regemente. Namnet på regementet ändrades med det till Norrbottens regemente med Norrbottens pansarbataljon (I 19/P 5).
Under perioden 1994–2000 var regementet organiserat med den i krigstid organiserade Norrbottensbrigaden under namnet Norrbottens regemente och Norrbottensbrigaden (MekB 19).
I samband med försvarsbeslutet 2000 avvecklades brigaden den 30 juni 2000 och regementet återupprättades under sitt gamla namn, Norrbottens regemente (I 19). Norrbottens pansarbataljon upprättades även vid samma tid och blev en av fem utbildningsbataljoner inom Norrbottens regemente. Bataljonen har sedan dess svarat för utbildning av Norrbottens regementets krigsförband.

## Ingående enheter
Norrbottens pansarbataljon är den förbandsdel av Norrbottens regemente som svarar för utbildning och utveckling av regementets krigsförband. Förutom de två mekaniserade bataljonerna ingår även 3. brigadspaningskompaniet och Livkompaniet i bataljonen. Brigadspaningskompaniet består till huvuddelen av deltidstjänstgörande soldater. Livkompaniet svarar för grundutbildning av rekryter.

### 191.mekaniseradebataljonen
191. mekaniserade bataljonen är ett krigsförband som består av heltids- och deltidstjänstgörande soldater, vilka bemannar olika befattningar till ett stabs- och understödskompani, två pansarskyttekompanier, två stridsvagnskompanier samt ett trosskompani.

### 192.mekaniseradebataljonen
192. mekaniserade bataljonen är ett krigsförband som består av deltidstjänstgörande soldater, vilka bemannar olika befattningar till ett stabs- och understödskompani, två pansarskyttekompanier, två stridsvagnskompanier samt ett trosskompani.

## Förläggningar och övningsplatser

### Förläggning
I samband med att bataljonen bildades den 1 april 1957 kom den att förläggas till Kasern 2 inom samma kasernområde som Norrbottens regemente vid Norrbottensvägen.

### Detachement
Inför försvarsbeslutet 1963 planerades det att förlägga ett utbildningscentrum till Östersunds garnison för stormkanonförband. Centrumet var tänkt att sättas upp som ett detachement till Norrbottens pansarbataljon med benämningen P 5 Ö. Dock så kom centrumet aldrig att organiseras.

### Övningsplatser
Bataljonen fick Tåme skjutfält som skjut- och övningsfält, där den första skjutningen ägde rum den 9 september 1957. Mellan den 27 januari och 3 februari 1958 övade bataljonen för första gången på skjutfältet tillsammans med förband ur Norrbottens regemente (I 19) och Västerbottens regemente (I 20).

## Heraldik och traditioner
Den 10 juli 1958 fastställde Arméchefen Thord C:son Bonde "I flaggskrud" som bataljonens marsch. Den 28 juli 1961 överlämnade kung Gustaf VI Adolf bataljonens standar. Efter att bataljonen uppgick i Norrbottens regemente, kom standaret föras tillsammans med regementets fana. Från den 1 juli 1994 fördes fanan av Norrbottens regemente och Norrbottensbrigaden (MekB 19). Den 15 juni 1994 övertog Norra underhållsregementet förbandsmarschen, "I flaggskrud". Från den 1 juli 2000 förs standaret åter av Norrbottens pansarbataljon, och från 2001 togs även förbandsmarschen tillbaka.
Namn och benämning på de förband och staber som finns och funnits i Bodens garnison har reglerats efter anknytning till Bodens fästning. Bodens artilleriregemente, Bodens försvarsområde och Bodens ingenjörkår är de tre förband som hade anknytning till fästningen och fick därmed uppkallas efter staden. Övriga förband var ämnade att försvara länet eller landsdelen, det vill säga Norrbottens län respektive Norrland, vilka då uppkallats efter länet eller landsdelen, till exempel Norrbottens pansarbataljon eller Norrlands signalbataljon.

### Kamratförening
Vid Norrbottens pansarbataljon bildades 1994 kamratföreningen Föreningen P5, vilken är en ideell förening och är öppen för alla för att vidmakthålla och utveckla samhörigheten mellan människor med anknytning till att stödja och bevara pansarhistoria. 

## Materiel vid förbandet
Inför att bataljonen skulle bildas föreslog arméchefen att stridsvagn 81 eller stridsvagn 74 skulle tillföras bataljonen. Det då de ansågs lämpliga för övre Norrland. Under 1960-talet ersattes dock stridsvagn 81 med stridsvagn 101. Från 1968 ersattes stridsvagn 74 med stridsvagn 103. Stridsvagn 101 och stridsvagn 103 var sedan de två aktiva stridsvagnssystemen fram till mitten av 1990-talet, då de ersattes av stridsvagn 122.

- 1957–1973: Infanterikanonvagn 103
- 1975–1992: Infanterikanonvagn 91
- 1957–1968: Stridsvagn 74
- 1957–1962: Stridsvagn 81
- 1961–199?: Stridsvagn 101
- 1968–199?: Stridsvagn 103
- 1957–1968: Pansarbandvagn 301
- 1968–1994: Pansarbandvagn 302
- 2000–idag: Stridsvagn 122
- 2000–idag: Stridsfordon 90

## Förbandschefer
Verksamma bataljonchefer åren 1957–1975.

- 1957–1963: Karl Henrik Bergh
- 1963–1966: Nils Östlund
- 1966–1967: Per Björkman
- 1967–1968: Per-Gunnar Brissman
- 1968–1975: Arne Gillis Hallner Hallagård
- 1975–1975: Stig Barke

## Namn, beteckning och förläggningsort
| Kungl Norrbottens pansarbataljon                     | 1957-04-01 | – | 1974-12-31 |
| Norrbottens pansarbataljon                           | 1975-01-01 | – | 1975-06-30 |
| Norrbottens regemente med Norrbottens pansarbataljon | 1975-07-01 | – | 1994-06-30 |
| Norrbottens pansarbataljon                           | 2001-07-01 | – |            |

| P 5       | 1957-04-01 | – | 1975-06-30 |
| I 19/P 5  | 1975-07-01 | – | 1994-06-30 |
| Pbat/I 19 | 2000-07-01 | – |            |

| Bodens garnison (F)     | 1957-04-01 | – | 1994-06-30 |
| Bodens garnison (F)     | 2000-07-01 | – |            |
| Östersunds garnison (D) | X          | – | X          |
| Tåme skjutfält (Ö)      | 1957-09-09 | – | 1994-06-30 |
| Tåme skjutfält (Ö)      | 2000-07-01 | – |            |